# Neurobathra curcassi
Neurobathra curcassi är en fjärilsart som beskrevs av August Busck 1934. Neurobathra curcassi ingår i släktet Neurobathra och familjen styltmalar.
Artens utbredningsområde är Kuba. Inga underarter finns listade i Catalogue of Life.